# Ligne B du tramway du Havre
La ligne B du tramway du Havre est une ligne de tramway française au Havre, en Seine-Maritime. Deuxième ligne du tramway du Havre, elle a été mise en service le 12 décembre 2012. Elle relie La Plage à Pré Fleuri en empruntant le tunnel Jenner. Elle compte un total de quinze stations, dont huit en commun avec la ligne A.